# 果齊斯歡 (清朝宗室)
宗室果齊斯歡（穆麟德轉寫：uksun gocishūn；1768年3月15日—1828年10月18日，乾隆三十三年正月二十七日寅時－道光八年九月初十日丑時），字友三，號益亭。清朝宗室鑲藍旗第五族綿字輩，屬慶岱佐領，清朝政治人物。同進士出身，官至黑龍江將軍，卒於任內。諡文僖。

## 生平

### 宗室翰林
嘉慶五年（1800年），果齊斯歡由閑散四品宗室挑選入十五善射。嘉慶六年（1801年），中式辛酉科宗室鄉試舉人。嘉慶七年（1802年），聯捷壬戌科第三甲第五十二名同進士出身。選翰林院庶吉士。
嘉慶十年（1805年）四月，翰林院散館，授官檢討。五月，授右春坊右中允，提調庶常館事務，充日講起居注官。六月，轉左春坊左中允，同月遷翰林院侍講。十一月，轉侍讀。十二月，欽派充任實錄館校勘。
嘉慶十二年（1807年）五月，遷右春坊右庶子。十三年（1808年）四月，以庶子充任戊辰恩科順天鄉試同考官。十一月，升翰林院侍講學士，命充上書房師傅在上書房行走。
嘉慶十五年（1810年）七月，因澄懷園門外積雨水太深，以致失值曠誤，降調左春坊左庶子，罰俸一年。十六年（1811年），復授翰林院侍講學士。十七年（1812年），因大考二等，轉翰林院侍讀學士。

### 沉浮宦海
嘉慶十八年（1813年）二月初六日，果齊斯歡擢升內閣學士，兼禮部侍郎銜。三月，兼授鑲黃旗漢軍副都統。八月，充當癸酉科順天鄉試副考官。九月二十四日，遷兵部右侍郎。十月，轉鑲黃旗滿洲副都統。充任經筵講官。
嘉慶十九年（1814年）正月三十日，轉任兵部左侍郎。二月二十四日，調戶部左侍郎，兼任管理國子監事大臣，充拔貢閱卷大臣。十月，以戶部左侍郎署理翰林院掌院學士。二十一年（1816年）閏六月初五日，以戶部左侍郎署理吏部右侍郎。二十二年（1817年）二月，再以戶部左侍郎署理吏部左侍郎，在上書房行走。
同年三月二十七日，嘉慶帝駐蹕南苑，召見果齊斯歡，果齊斯歡未到，也未入直上書房。經大學士托津傳詢，果齊斯歡自請交吏部議處，吏部迴避，改由都察院議處；三月二十九日，降調內閣學士。七月十四日，授工部左侍郎。
嘉慶二十三年（1818年）二月十七日，嘉慶帝上諭：「昨日召見果齊斯歡，詢問四阿哥功課，據奏：『甫學屬對，詩、文俱不能作。』朕前在藩邸時，十一歲即能屬對，十二歲即能賦詩；壬辰年十三歲時，皇考高宗純皇帝命面和聖製五言律、七言律詩，《味餘書室詩集》中即載有朕十三歲詩章。四阿哥質性聰明，儘可讀書，本年已十四歲，詩、文尚俱未學，皆由果齊斯歡學問平常，不能循循善誘，而又因循疲玩，以致耽誤。果齊斯歡負恩已極，著革去一應差使，俾上書房師傅共知儆戒。」革職，同一日，賞副都統銜，充巴里坤領隊大臣。
二十四年（1819年）十月，授鑲黃旗漢軍副都統。二十五年（1820年）再次召京面見皇帝。
道光元年（1821年）四月，授官健銳營總統大臣。五月初二日，署理兵部左侍郎（代哈寧阿），仍兼管十五善射大臣，賞戴花翎，調鑲白旗滿洲副都統，署理吏部右侍郎。七月初七日，授工部右侍郎，兼管錢法堂事務。十月初九日，轉工部左侍郎。十一月二十日，兼充管理河道溝渠事務值年大臣。
道光二年（1822年）正月二十五日，轉任兵部左侍郎。三月，因失察工部司員承辦壇廟工程期間矇混報銷開支，遭到吏部議處，降三級調用。道光帝加恩，特改為留任。閏三月十一日，調任戶部左侍郎，兼管國子監事務。六月，以戶部左侍郎署理左都御史。以護軍統領署理左翼前鋒統領。充任國史館清文總校官。十月初八日，以戶部左侍郎署理兵部左侍郎，兼總管內務府大臣。十二月十六日，調泰寧鎮總兵官。
道光四年（1824年）五月，直隸總督蔣攸銛奏請：「易州每歲截收漕米四萬餘石，供支西陵員弁兵役俸餉，請照東陵兵米章程，令弁兵自赴州倉支領。」道光帝命果齊斯歡妥議具奏；隨後果齊斯歡奏稱：「鎮標左右兩營弁兵係分汛駐守，其汛撥地方距易州數十里至百餘里不等，若令其紛紛離汛赴州關領，轉致曠誤巡防，請仍循照舊例，由易州運送到營，就近支放。」道光帝同意之。

### 統兵閩粵
道光四年（1824年）六月二十九日，擢廣州將軍。六年（1826年）九月二十五日，調福州將軍。十二月十八日，奏報琉球國遭遇風難夷船隻進入港口，循例免稅事宜、琉球國頭號貢船到達閩海關，隨帶貨物循例免稅事宜。七年（1827年）四月十三日，奏報琉球國二號貢船到達閩海關，隨帶貨物循例免稅事宜。六月四日，奏報琉球夷船回國循例免稅事；奏報琉球國貢船購置內地貨物壓載回國，按則倒科，算免過稅銀數目清單；又奏報琉球國護送難民夷船進口，隨帶貨物免稅事。八月二十六日，奏報安太謀殺武舉人廣祥案按律定擬。

### 病卒邊塞
道光八年（1828年）正月二十四日，果齊斯歡調任綏遠城將軍。四月十五日，調黑龍江將軍。赴任途中，八月三十日入吉林境時，他已形體瘦弱，步履艱難、氣虛咳嗽，延請醫生調治亦無好轉，九月初十日，卒，年六十一歲。道光帝諭：「黑龍江將軍果齊斯歡由宗室翰林，嘉慶年間洊升卿貳，經朕擢授將軍，本年由綏遠城調任黑龍江，宣力有年，克稱厥職。茲聞在途溘逝，殊堪軫惜。著加恩賞銀三百兩，由廣儲司給發。（棺槨）到京之日，准其入城治喪。所有任內處分，悉予開復。應得卹典，該部察例具奏。」賜祭葬，諡文僖。

## 家庭及關聯
- 八世祖：追封莊親王舒爾哈齊（1564年－1611年），清顯祖第三子，追封和碩莊親王。
- 七世祖：鄭獻親王濟爾哈朗（1599年－1655年），舒爾哈齊第六子，和碩鄭親王。
- 六世祖：追封簡親王巴爾堪（1637年－1680年），濟爾哈朗第四子，封三等輔國將軍，官副都統、議政大臣，革爵，追封和碩簡親王。
- 高祖父：追封簡親王巴賽（1664年－1731年），巴爾堪第一子，襲封不入八分輔國公，官至寧古塔將軍，授揚威將軍，陣亡，追封和碩簡親王。
- 曾祖父：簡勤親王奇通阿（1701年－1763年），巴賽第十子，襲封和碩簡親王，終官領侍衛內大臣、宗人府宗令。
- 祖父：簡恪親王豐訥亨（1723年－1776年），奇通阿第一子，襲封和碩簡親王，官至領侍衛內大臣。

- 父：二等奉國將軍積拉憫（1750年－1779年），豐訥亨第一子，封二等奉國將軍，授職二等侍衛，因病告退。
- 母：蕭氏，積拉憫側室，六品官蕭元保之女。
- 姻婭：景瑞，孝欽顯皇后之祖父。

### 妻妾
- 正室：瓜爾佳氏，同知瑚松額之女。
- 側室：劉氏。

### 子女
- 長子：宗室素博通額（1788年－1835年），嘉慶十九年進士，官至吏部員外郎。
- 次子：宗室素克精額（1790年－1838年），官至頭等侍衛、續辦事章京。
- 三子：宗室素克東額（1824年－1868年），官三等侍衛。
- 長女，葉赫那拉氏惠澂之聘妻（惠澂之弟惠徵即孝欽顯皇后之父），未嫁而惠澂卒，仍過門守節，受加恩旌表[18]。
- 次女（1807年－1844年，嘉慶十二年四月十九日巳時生－道光二十三年十二月初六日辰時卒），道光五年適烏米氏、亦伍彌特氏，三等繼勇公德楞泰之孫花沙納為正室。[19]

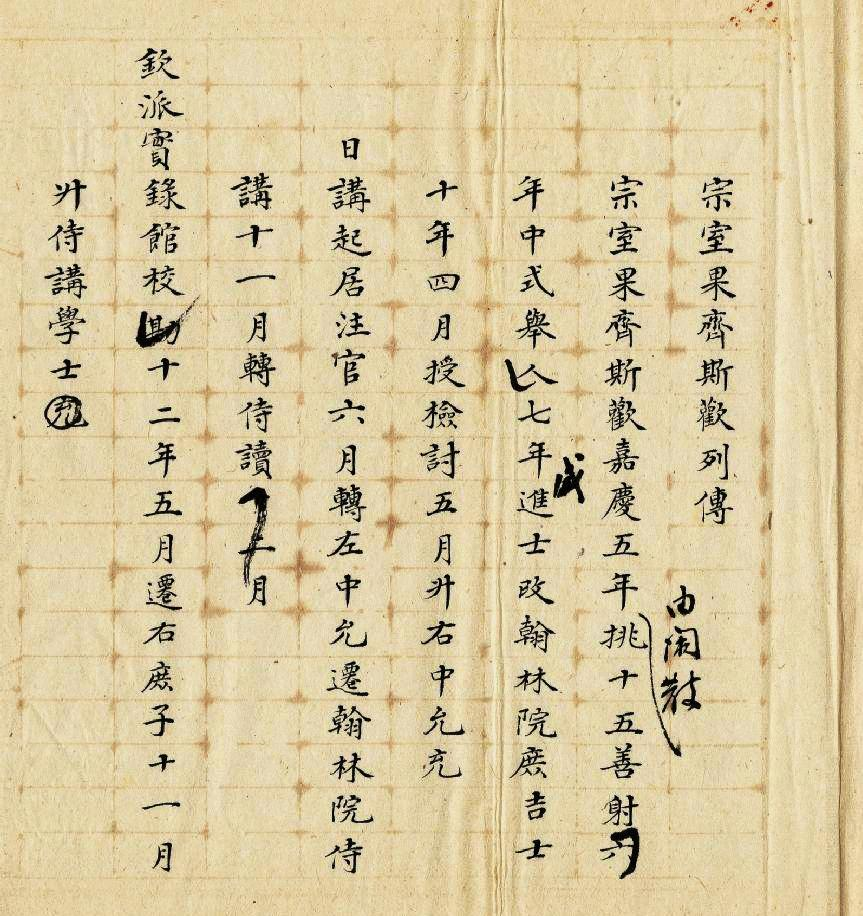
國史館果齊斯歡傳稿